# Castro (Latium)
Castro was een oude stad aan de westkant van het Meer van Bolsena in de regio Lazio, Italië. De stad is waarschijnlijk gesticht door de Latijnen, maar reeds in de prehistorie was de plek bewoond.
Tussen 1538 en 1649 was het de hoofdstad van een gelijknamig hertogdom. In de eerste helft van de 17e eeuw was Castro het toneel van de Oorlogen van Castro tussen de Kerkelijke Staat en de hertogen van Parma uit het huis Farnese. Op bevel van paus Innocentius X werd de stad met de grond gelijk gemaakt, waarna ze nooit meer is opgebouwd.